# 胡志明獎
胡志明獎是越南政府給予為文化或科學的研究作出突出貢獻者的一種獎勵。
這個獎項於1981年設立。越南政府曾於1996年、2000年、2005年和2012年四次頒發此獎以示獎勵，不少人物是被追授此獎項的。
該獎項以越南勞動黨前主席兼國家主席胡志明的名字命名，被越南人認為是最高級別的獎項之一。